# Borderlands (película)
Borderlands es una película estadounidense de comedia de acción y ciencia ficción dirigida por Eli Roth, quien coescribió el guion con Joe Crombie, basada en la serie de videojuegos del mismo nombre desarrollada por Gearbox Software y publicada por 2K . Está protagonizada por un elenco formado por Cate Blanchett, Kevin Hart, Jack Black, Jamie Lee Curtis, Ariana Greenblatt y Florian Munteanu.
Borderlands fue estrenada por Lionsgate el 9 de agosto de 2024.

## Reparto
- Cate Blanchett como Lilith
- Kevin Hart como Roland
- Jack Black como Claptrap
- Jamie Lee Curtis como la Dra. Patricia Tannis
- Ariana Greenblatt como la pequeña Tina
- Florian Munteanu como Krieg
- Haley Bennet como mama de Lilith
- Édgar Ramírez como Atlas
- Bobby Lee como Larry
- Olivier Richters como Krom
- Janina Gavankar como comandante Knoxx
- Gina Gershon como Mad Moxxi
- Cheyenne Jackson como Jakobs
- Charles Babalola como Hammerlock
- Benjamin Byron Davis como Marcus
- Steven Boyer como Scooter
- Ryann Redmond como Ellie

Además, Penn Jillette tiene un cameo en la película como un predicador que supervisa una boda, después de actuar como la voz de Pain en el videojuego Borderlands 3.

## Producción
En mayo de 2015, Leigh Whannell fue cortejada para escribir y dirigir una adaptación de la serie de videojuegos Borderlands desarrollada por Lionsgate Films.  La película se anunció oficialmente en agosto de 2015, con Ari y Avi Arad de Arad Productions como productores; sin embargo, se omitió la participación de Whannell.  Aaron Berg fue elegido para escribir una versión con clasificación R del material en abril de 2016.  En junio de 2018, Oren Uziel asumió las tareas de guion de Berg.  
En febrero de 2020, Eli Roth fue designado para dirigir la película a partir de un guion escrito por Craig Mazin, y Erik Feig se unió como productor a través de su productora Picturestart.  Cate Blanchett inició negociaciones para interpretar el papel de Lilith en mayo de 2020,  y Lionsgate confirmó que protagonizaría más adelante ese mes.  En enero de 2021 se confirmó que Kevin Hart interpretará a Roland.   En febrero, Jamie Lee Curtis fue elegida para interpretar a la Dra. Patricia Tannis y Jack Black para la voz de Claptrap.   El mes siguiente, Ariana Greenblatt y Florian Munteanu fueron elegidas como Tiny Tina y Krieg respectivamente, con Haley Bennett elegida para un papel no revelado.    Édgar Ramírez, Olivier Richters y Janina Gavankar se unieron al elenco en abril, junto a Gina Gershon, Cheyenne Jackson, Charles Babalola, Benjamin Byron Davis, Steven Boyer, Ryann Redmond y Bobby Lee.     Ese mismo mes, Juel Taylor y Tony Rettenmaier habían reescrito el guion de Mazin; y nuevamente por Roth.  Penn Jillette anunció en mayo que tendría un pequeño papel como predicador en la película. 
El rodaje comenzó oficialmente el 1 de abril de 2021 en Budapest, Hungría, durante la pandemia de COVID-19.  La película terminó el 22 de junio.    El 4 de junio de 2021, se publicaron las primeras imágenes del elenco. Las imágenes en blanco y negro oscurecieron todo excepto las siluetas del elenco. 
En enero de 2023, se anunció que la película pasaría por dos semanas de nuevas filmaciones dirigidas por Tim Miller, debido a los compromisos de Roth con el Día de Acción de Gracias (2023). Si bien Roth no participaría en las nuevas tomas, permaneció apegado a la película y le dio a Miller su bendición.  Zak Olkewicz escribió nuevas páginas para Miller.  En junio de 2023, Mazin eliminó su nombre del proyecto, reemplazado por Joe Crombie; Mazin negó los informes de que Crombie fuera su seudónimo.  Se otorgaron créditos de material literario adicionales a Berg, Uziel, Taylor, Rettenmaier, Olkewicz, Chris Bremner y Sam Levinson. 

## Música
En junio de 2021, se anunció que Nathan Barr sería el compositor de la película, habiendo colaborado con Roth en algunos de sus trabajos anteriores.  Sin embargo, en octubre de 2023, se anunció que Steve Jablonsky asumiría las funciones de anotación de Barr. 

## Estreno
Borderlands se estrenó en cines en los Estados Unidos por Lionsgate el 9 de agosto de 2024.   El 9 de noviembre de 2022 se realizaron proyecciones de prueba. 

## Recepción
Borderlands recibió reseñas generalmente negativas de parte de la crítica y de la audiencia. En el sitio web agregador de reseñas Rotten Tomatoes, la película posee una aprobación de 10%, basada en 162 reseñas, con una calificación de 3.2/10, y con un consenso crítico que dice: "Con errores en todos los aspectos, Borderlands es un disparate." De parte de la audiencia tiene una aprobación de 51%, basada en más de 2500 votos, con una calificación de 2.4/5.
El sitio web Metacritic le dio a la película una puntuación de 27 de 100, basada en 34 reseñas, indicando "reseñas generalmente desfavorables". Las audiencias encuestadas por CinemaScore le otorgaron a la película una "D+" en una escala de A+ a F, mientras que en el sitio IMDb los usuarios le asignaron una calificación de 4.3/10, sobre la base de más de 8600 votos. En la página web FilmAffinity la cinta tiene una calificación de 4.6/10, basada en 338 votos.